# Power Pocket Dash
Power Pocket Dash (パワーポケットダッシュ Pawā Poketto Dasshu?) es un videojuego de béisbol y simulación para Game Boy Advance, desarrollado por Diamond Head y publicado por Konami en 23 de marzo de 2006, en exclusiva para Japón. 
Fue el Décimo juego de Power Pro Kun Pocket, es el spin-off de la serie Jikkyō Powerful Pro Yakyū, y el Noveno para el Portátil de Nintendo.
- Datos: Q24960476